# Laura
För andra betydelser, se Laura (olika betydelser).

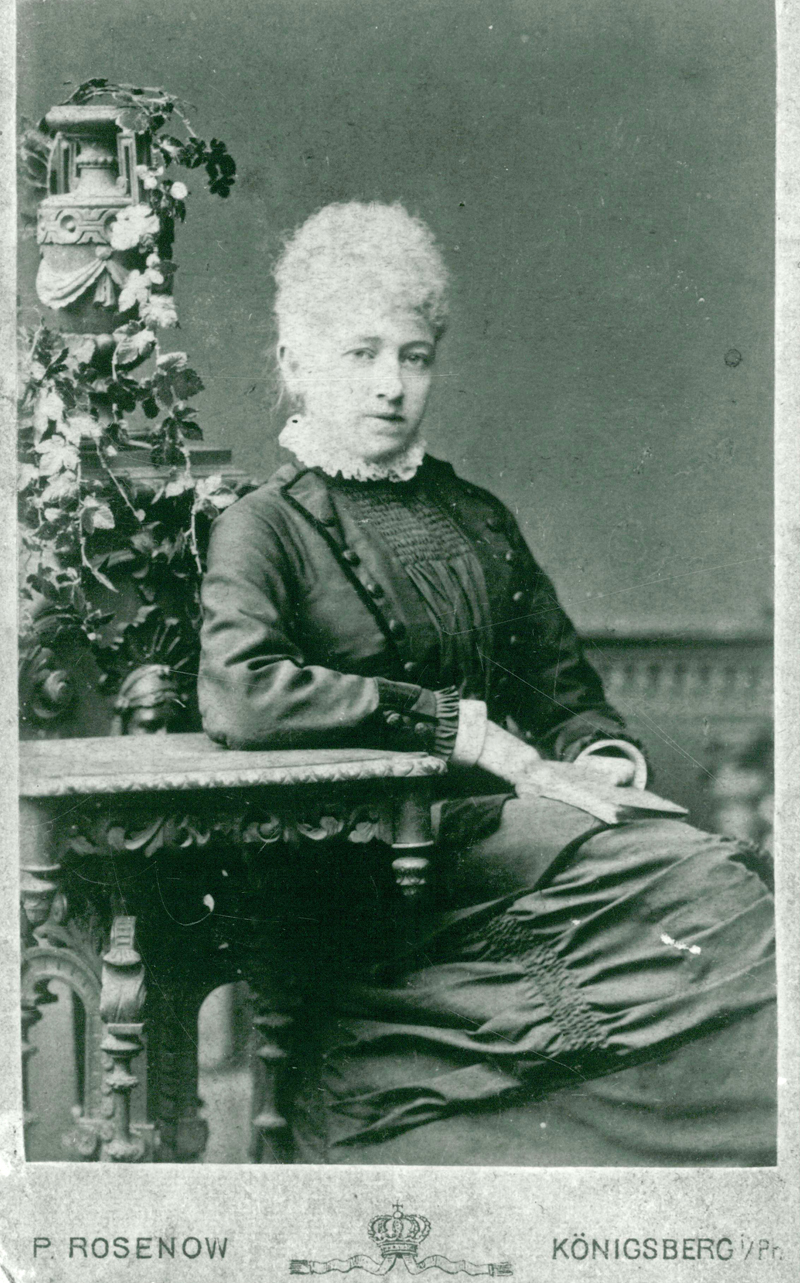
Laura Madigan.

Laura är ett kvinnonamn med latinskt ursprung. Det är en kortform av Laurentia som i sin tur är femininform av Laurentius. En alternativ tolkning är att det kommer från latinska ordet laurus - "lager".
Namnet Laura har aldrig varit speciellt vanligt som tilltalsnamn i Sverige. Just nu (skrivet 2006) är trenden dock uppåtgående och namnet tillhör de 150 vanligaste. 31 december 2005 fanns det totalt 2 996 personer i Sverige med namnet, varav 1 620 med det som tilltalsnamn. År 2003 fick 86 flickor namnet, varav 58 fick det som tilltalsnamn. Namnet Laurentia är i jämförelse extremt ovanligt; i Sverige bar den 31 december 2007 72 kvinnor namnet Laurentia, varav 9 hade det som tilltalsnamn.
Namnsdag: i Sverige 15 januari (sedan 1901), firas tillsammans med Lorentz. I den finlandssvenska namnsdagslängden har Laura namnsdag 18 januari sedan 1929, då en egen namnsdagskalender togs i bruk för finlandssvenskar.

## Personer med namnet Laura
- Laura Ashley - brittisk modeskapare
- Laura Biagiotti - italiensk modeskapare
- Laura Branigan - amerikansk sångerska
- Laura Bush - amerikansk f.d. presidenthustru
- Laura Cereta - italiensk humanist och feminist
- Laura Dekker - nederländsk seglare
- Laura Dern - amerikansk skådespelerska
- Laura Dianti - italiensk salongsvärd
- Laura Fitinghoff - svensk författare
- Laura Hillenbrand - amerikansk författare
- Laura Ingalls Wilder - amerikansk författare
- Laura Ingraham - amerikansk programledare
- Laura Leighton - amerikansk skådespelerska
- Laura Linney - amerikansk skådespelerska
- Laura Löwenhielm - svensk pedagog och bibliotekarie
- Laura Madigan - norsk-svensk cirkusartist
- Laura Marano - amerikansk skådespelerska
- Laura Meriluoto - finländsk politiker
- Laura Netzel - finländsk tonsättare och pianist
- Laura Nezha - albansk sångerska
- Laura Nyro - amerikansk sångerska och låtskrivare
- Laura Omloop - belgisk sångerska
- Laura Pausini - italiensk sångerska
- Laura de Sade - fransk grevinna och antagligen Francesco Petrarcas så kallade musa
- Laura Swaan Wrede - svensk militär
- Laura Trenter - svensk författare
- Laura Vandervoort - kanadensisk skådespelerska
- Laura Vicuña - chilensk martyr
- Laura Voutilainen - finsk artist